# Dankanits László
Dankanits László (Kolozsvár, 1920. december 14. –) magyar vegyészmérnök, természettudományi író. Dankanits Ádám bátyja, Dankanitsné Csekme Erzsébet (1920–2008) férje.

## Életpályája
Középiskolai tanulmányait Kolozsvárt végezte, 1944-ben Budapesten szerzett vegyészmérnöki oklevelet. Előbb a marosludasi élesztőgyárban dolgozott mérnökként, majd a kolozsvári mezőgazdasági főiskolához került (1949-59), utána a kolozsvári agrokémiai laboratóriumban dolgozott (1959-70), majd újra a Dr. Petru Groza Mezőgazdasági Intézet munkatársa lett.
Talajkémiai tanulmányait román szaklapok közölték, a Știința Solului munkatársa. Román társszerzőkkel közös munkáiban az erdélyi talajok termékenyebbé tételét (Fertilizarea solurilor din Transilvania, Kolozsvár, 1969) és a műtrágyázás észszerűsítését (Folosirea rațională a fosforului în fertilizarea solului, 1971) szolgálta. Magyar nyelvű tájékoztató természettudományi írásai az Előre, Falvak Dolgozó Népe, A Hét hasábjain jelentek meg. A foszformítosz szétfoszlatása c. vitaírása (Korunk 1972/6) úttörő jelentőségű egy eredeti talajkutatásokon alapuló "kelet-európai agrokémiai szemlélet" kialakítása terén. Magyarra fordította Pavel Apostol futurológiai tanulmányait (Embertervezés 2000-re, Korunk Könyvek 1972).